# Wolfshagen (Groß Pankow)
Wolfshagen ist ein Ortsteil der Gemeinde Groß Pankow (Prignitz) im Landkreis Prignitz, Brandenburg. Zu Wolfshagen gehören die Ortschaften Dannhof, Horst und Hellburg. Insgesamt leben 349 Einwohner im Ortsteil.

## Geographie

### Geographische Lage
Wolfshagen liegt in der historischen Landschaft Prignitz an der Stepenitz 13 Kilometer nordöstlich der Stadt Perleberg. Der Ortsteil der Gemeinde Groß Pankow (Prignitz) grenzt an keine andere Gemeinde, sondern wird von weiteren Ortsteilen eingeschlossen: Seddin im Westen, Tacken und Helle im Norden, Kuhbier im Osten, Groß Pankow und Retzin im Süden. Naturräumlich befindet sich Wolfshagen im Nordbrandenburgischen Platten- und Hügelland.
Die Grenze zum Ortsteil Helle folgt den Flüssen Stepenitz und Dömnitz, wobei sich die Dömnitz nordwestlich des Ortes Wolfshagen in die Stepenitz ergießt. Nach dem Zusammenfluss fließt die Stepenitz mitten durch Wolfshagen, um dann die Grenze zu Seddin zu bilden. Im Süden des Ortsteils liegt die Ortschaft Dannhof jenseits des Stepenitzzuflusses Panke, im Osten liegt Horst jenseits des Dömnitzzuflusses Eisbach. Östlich des Eisbachs mündet auch der Steinerbach in die Dömnitz. Die Ortschaft Hellburg liegt im Norden des Ortsteils.
Der tiefste Punkt des Ortsteils liegt im Süden an der Stepenitz auf etwa 36 Metern über dem Meeresspiegel, der höchste Punkt mit etwa 63 Metern im Nordwesten. Auch im Osten werden abseits der Flüsse 60 Meter erreicht.

### Schutzgebiete
Wolfshagen hat Anteil am Naturschutzgebiet Stepenitz entlang der Stepenitz und Panke. Darüber hinaus ist ein Großteil Wolfshagens, insbesondere östlich der Stepenitz, in das großflächige Landschaftsschutzgebiet „Agrarlandschaft Prignitz-Stepenitz“ eingebettet. Im Osten des Ortsteils liegt an der Dömnitz das Fauna-Flora-Habitat Großer Horst.
Wolfshagen liegt aufgrund seiner archäologischen Bedeutung im ersten Grabungsschutzgebiet des Landes Brandenburg, „Siedlungs- und Ritualraum Königsgrab Seddin“, ausgewiesen im Jahr 2016.

## Geschichte
Das Gebiet an der Mündung der Dömnitz in die Stepenitz ist ein alter Siedlungsplatz, wie bedeutende bronzezeitliche Funde zeigen. Erwähnenswert sind der Kultort und Bestattungsplatz auf dem Teufelsberg nordöstlich des Hauptortes und die „Schwedenschanze“ im Waldgebiet Großer Horst, bei der eine Besiedlung um das Jahr 1000 vor unserer Zeitrechnung nachweisbar ist. Auch slawische Siedler des Frühmittelalters haben hier ihre Spuren hinterlassen.

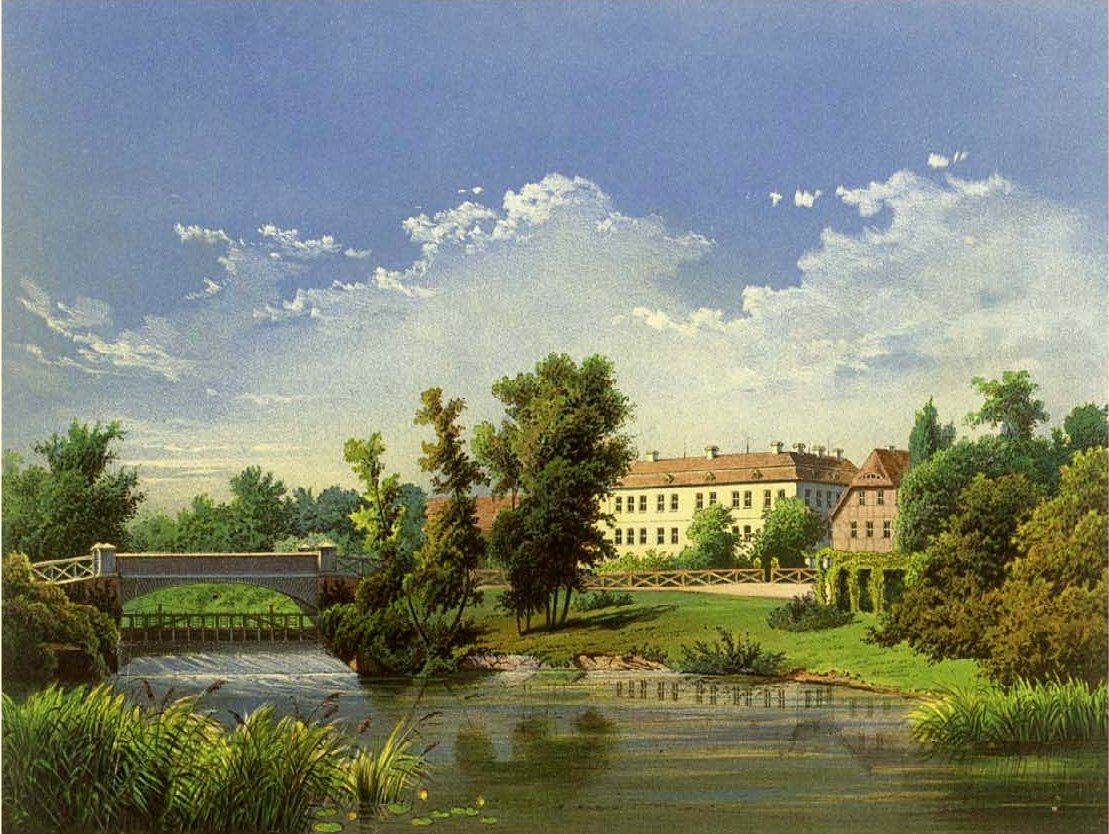
Um 1857/58, Lithografie aus der Sammlung Duncker

In Wolfshagen gründete die Ritter-Familie Gans, die in der zweiten Hälfte des 12. Jahrhunderts sowie im 13. Jahrhundert ihre Besitzungen von ihrem westelbischen, altmärkischen Sitz in die ostelbische Prignitz entlang der Stepenitz ausweitete, eine Burg.
Die älteste urkundliche Erwähnung Wolfshagens stammt aus dem Jahr 1392. In einer Urkunde gelobte Laurenzius, Herr zu Werle, dem Hauptmann der Altmark Huner von Königsmarck einen vierjährigen Frieden für Gebiete in Altmark und Prignitz, darunter Wolfshagen („Wulfeshaghen“).
Um 1600 wurde der Wolfshagener Burgturm abgetragen. Man errichtete Renaissance-Gebäude, die allerdings nach dem Dreißigjährigen Krieg verfielen. 1787 entstand an selber Stelle das heutige Gutshaus „Schloss“ Wolfshagen. Einer der bekanntesten Bewohner war Wedigo Heinrich Gans zu Putlitz. Seine Vita steht exemplarisch für die Gutsbesitzer auf Wolfshagen. Abitur auf der Klosterschule Rossleben, Kavallerieoffizier, Landwirtschaft erlernt auf Putlitz-Philippshof, dann Erbe von Wolfshagen, Rechtsritter im Johanniterorden und als Ehrenamt Stiftshauptmann von Klosterstift Marienfließ.
Am 1. Januar 1974 wurde Seddin nach Wolfshagen eingemeindet. Einen Monat später, am 1. Februar, wurde auch Tacken in Wolfshagen eingegliedert. Am 31. Dezember 2002 entstand die Gemeinde Groß Pankow (Prignitz) durch Zusammenschluss mehrerer zuvor eigenständiger Gemeinden, darunter Wolfshagen. Tacken und Seddin bilden in der neuen Gemeinde eigenständige Ortsteile.

## Kultur und Sehenswürdigkeiten

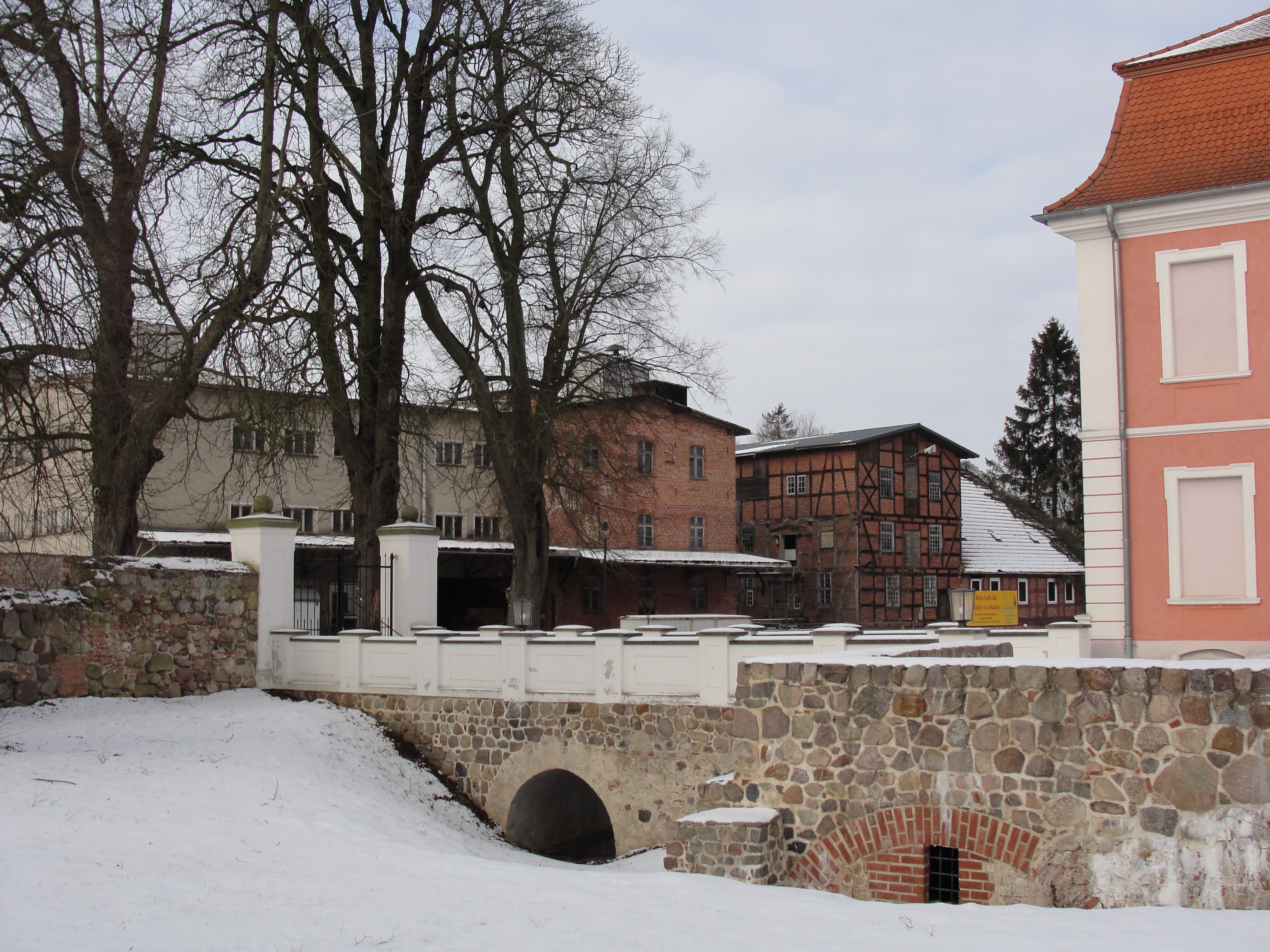
Blick vom Gutshaus zur Wassermühle

### Gutshaus
1786/87 ließ Gottlob Gans Edler Herr zu Putlitz das zweiflügelige Wolfshagener Gutshaus, heute oft „Schloss Wolfshagen“ genannt, im Stil des Spätbarock erbauen. Es folgte mehreren Vorgängerbauten an selber Stelle. Heute beherbergt Schloss Wolfshagen ein Museum mit den Schwerpunkten Landadel und Porzellan. Das Rittergut des Hans Albrecht Gans Edler Herr zu Putlitz hatte vor der großen Wirtschaftskrise immerhin einen Umfang von 2010 ha.

### Wassermühle

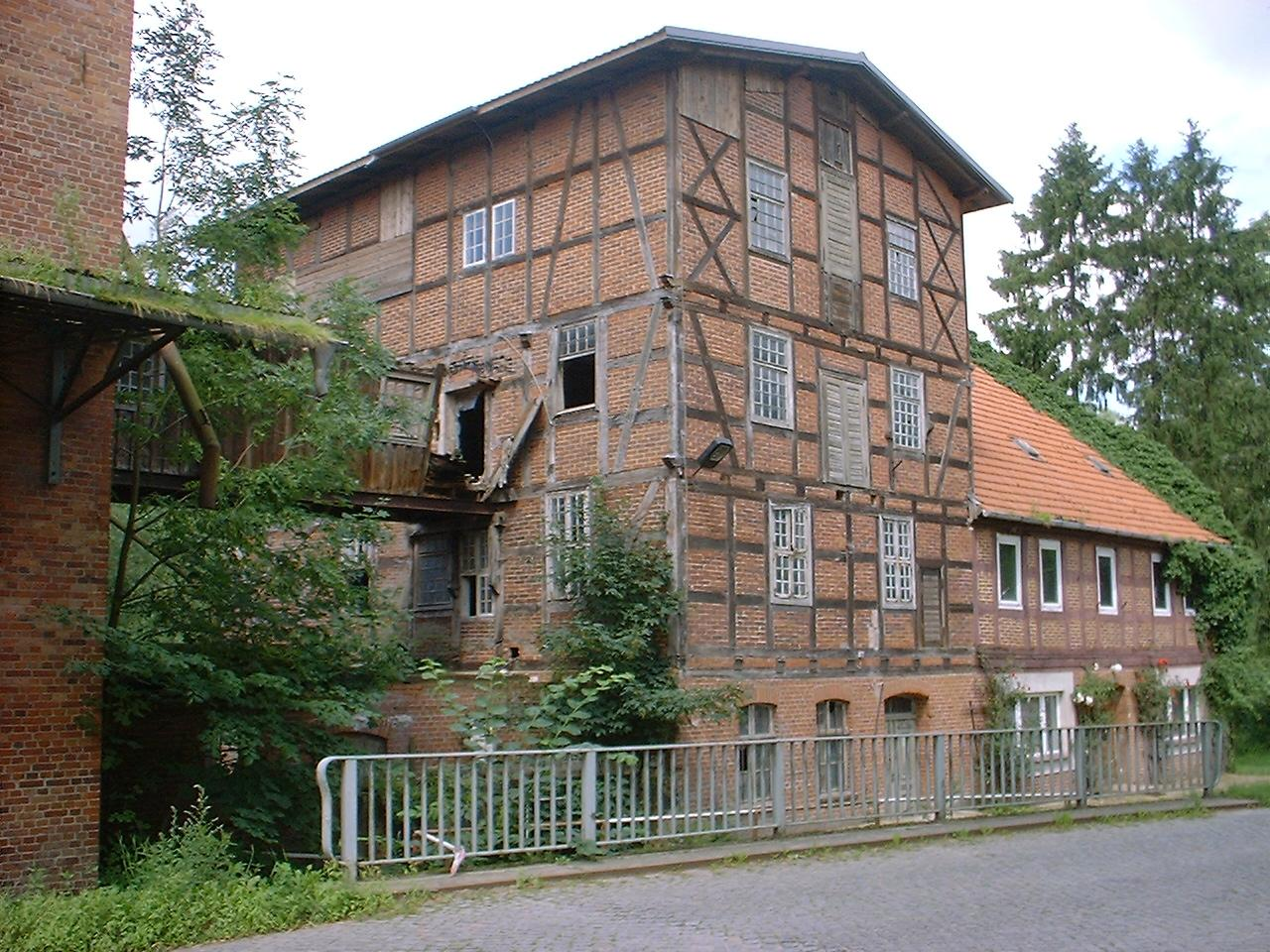
Wolfshagener Wassermühle

Die historische Wolfshagener Wassermühle steht auf einer Insel zwischen Stepenitz und deren Mühlarm in unmittelbarer Nähe zum Gutshaus. Schon 1537 wird an dieser Stelle eine Mühle urkundlich erwähnt, mit der der Müller Heyne Betke belehnt wurde. Die Mühle ist als Eichenfachwerk ausgeführt. Ein Teil wurde 1899/1900 auf vier Geschosse aufgestockt. Ein Turbinenhaus wurde eingebaut und das rein mechanische Mühlwerk auf Strombetrieb umgestellt. 1923 wurde ein backsteinernes, viergeschossiges Mühlengebäude anstelle des alten Müllerstalles jenseits des Mühlarmes errichtet. 1967/68 folgten ein ebenfalls viergeschossiger Anbau aus Beton und Hochsilos auf dem Hof.

### Teufelsberg
Auf dem Teufelsberg nordwestlich des Dorfes Wolfshagen liegt ein bedeutender Kult- und Bestattungsplatz aus der Bronzezeit. Ein doppelter Steinkreis mit circa sieben Metern Durchmesser wurde bei Ausgrabungen in den 1930er Jahren an derselben Stelle wie eine ältere Ustrine entdeckt. In der unmittelbaren Umgebung finden sich verschiedenförmige, oft mit Steinen gerahmte, flache Brandgräber. In ihrer Art gelten sie für die Prignitz als einmalig und werden als Zwischenform von mit Grabbeigaben reich ausgestatteten Grabhügeln wie dem Königsgrab im benachbarten Seddin und Flachgräberfeldern einfacher Bauern betrachtet.

### Schwedenschanze
Die etwa 3,6 Hektar umfassende Befestigungsanlage wurde in der jüngeren Bronzezeit in einer Flussschleife südlich der Dömnitz errichtet. Später nutzten die im Frühmittelalter von Osten eingewanderten Slawen die Anlage. Im Scheitelpunkt des Gewässers liegt ein slawischer Ringwall mit einem Durchmesser von circa 40 Metern. Südlich davon schloss sich vermutlich eine slawische Siedlung an, die von weiteren Wällen umgeben ist, wobei jene nach Osten und Westen zum Fluss weniger mächtig als der südliche Wall sind. Der älteste, bronzezeitliche Wall liegt weiter südlich und misst in der Länge 240 Meter. Auch ihm war ein Graben vorgelagert. Es wird vermutet, dass er früher noch länger war, aber ein Teil im Laufe der Zeit von der Dömnitz abgetragen wurde. In naher Umgebung der Anlage sind auch eine Außensiedlung und ein Hügelgrab nachweisbar.
Die Bezeichnung Schwedenschanze stammt aus der Zeit des Dreißigjährigen Krieges, als die Bevölkerung sich oder ihre Tiere in solchen alten Befestigungsanlagen versteckte beziehungsweise verschanzte. Der Ursprung der Anlage hat jedoch keine Verbindung zu Schweden.

## Tourismus
Wolfshagen queren zwei bekannte Radfernwege. Die Tour Brandenburg gilt als längster Radfernweg Deutschlands, während die Gänsetour entlang der Stepenitz auf den Spuren der Edlen Herren Gans durch die Prignitz verläuft.